# Stadtarchiv Nürnberg
Das Stadtarchiv Nürnberg ist das zentrale Archiv für die Belange der Nürnberger Stadtgeschichte. Als städtische Fachbehörde ist es Dienstleister für Öffentlichkeit, Forschung und die Stadtverwaltung. Seit dem Jahr 2000 befindet sich das Stadtarchiv in der Norishalle am Marientorgraben 8. Die Bestände des Stadtarchivs reichen bis ins 11. Jahrhundert zurück und umfassen (Stand 2023) knapp 20 Regalkilometer.

## Geschichte
Bereits im Spätmittelalter unterhielt die Reichsstadt Nürnberg zur Sicherung ihrer Rechte und Privilegien ein Archiv. Spätestens seit dem 14. Jahrhundert befand sich das Ratsarchiv in der Losungsstube, wo die wertvollsten und wichtigsten Urkunden verwahrt wurden. Parallel dazu hatte sich seit Mitte des 15. Jahrhunderts mit der Registratur der Ratskanzlei ein zweites Archiv gebildet, wo vor allem Akten, Amts- und Kopialbücher die im Rahmen des Verwaltungshandelns entstanden waren, aufbewahrt wurden.
Als die Reichsstadt Nürnberg am 15. September 1806 durch das Königreich Bayern annektiert wurde, gingen beide Archive sowie sämtliche Registraturen der städtischen Behörden in bayerischen Besitz über. Sie befinden sich heute weitgehend im Staatsarchiv Nürnberg.
Nach der wiedererlangten kommunalen Selbstverwaltung 1818 wurden Teile der Archivalien, insbesondere die Stiftungsüberlieferung, wieder an die Stadt Nürnberg zurückgegeben. Am 21. Oktober 1864 beschloss der Magistrat die Gründung eines Stadtarchivs, welches im Wolff’schen Bau des Rathauses untergebracht wurde. Der Magistrat der Stadt Nürnberg berief Georg Wolfgang Karl Lochner 1864 zur Einrichtung eines Stadtarchivs. Er war in Folge von 1865 bis zu seinem Lebensende 1882 Erster Stadtarchivar von Nürnberg. Zu Jahresbeginn nahm das Archiv seine Arbeit auf, 1872 erfolgte die Verlegung in das Gebäude des ehemaligen Dominikanerklosters. Aufgrund des gestiegenen öffentlichen Interesses und wachsenden Benutzerzahlen wurde 1908 eine erste Benutzungsordnung erlassen.
Mit den stetig wachsenden Beständen des Stadtarchivs sowie der ebenfalls im Dominikanerkloster untergebrachten Stadtbibliothek wurde die Frage nach alternativen Standorten für das Stadtarchiv immer dringender. Eine naheliegende Option stellte das 1929 durch die Stadt Nürnberg angekaufte Pellerhaus am Egidienplatz dar, wohin das Stadtarchiv 1932 umzog. Beim Bombenangriff vom 2. Januar 1945 wurde das Pellerhaus schwer getroffen. Mit dem Gebäude wurden auch etwa ein Drittel der Bestände samt Dienstbibliothek, Registratur und fast allen Findmitteln zerstört. Durch gezielte Auslagerungen blieben immerhin die als wertvoller eingestuften Archivbestände zum Großteil erhalten.
Nach Kriegsende war das Stadtarchiv provisorisch im Bielingschulhaus und der Bärenschanzkaserne untergebracht, ehe 1957 die Rückkehr in das wiederaufgebaute Pellerhaus erfolgte. Seit den 1970er Jahren wurde der Platzmangel im Pellerhaus immer akuter. Trotz der Einrichtung von Außenstellen und zahlreichen Depots musste zwischenzeitlich ein Übernahmestopp für Archivalien verhängt werden. 1993 wurde dem Stadtarchiv die Bildstelle des Hochbauamts angegliedert, welches den Grundstock des Bild-, Film- und Tonarchivs bildet. Schließlich erfolgte 2000 der Umzug des Stadtarchivs in die Norishalle am Marientorgraben. Seit September 2010 sind Teile der Beständedatenbank online recherchierbar. Im Dezember 2020 wurden zusätzliche Büroräume am Königstorgraben bezogen.
Das Stadtarchiv Nürnberg ist darüber hinaus die städtische Fachstelle für Schriftgutverwaltung und hier mit einer eigenen Servicestelle, den Records Services, in der Behördenberatung und als Zwischenarchiv tätig.

## Bestände
Das Stadtarchiv verwahrt Unterlagen aus der Nürnberger Stadtgeschichte. Dazu zählen Urkunden, Pläne, Fotos, Akten, Stadtratsprotokolle, Plakate oder auch Einwohnerregister- und Karteien, Chroniken, Filme und vieles mehr. Die Bestände des Stadtarchivs reichen vom Jahr 1050 bis in die Gegenwart und gliedern sich in sechs tektonische Bestandsgruppen:
A: Sammlungen und Selekte (z. B. Urkunden, Fotos, Karten und Pläne)
B: Amtliche Provenienzen der reichsstädtischen Zeit
C: Amtliche Provenienzen der bayerischen Zeit
D: Stiftungen und Stiftungsverwaltungen
E: Archivalien aus privater Provenienz und kleinere Erwerbungen
F: Sekundärquellen, Ersatz- und Ergänzungsüberlieferung
Das älteste Dokument im Stadtarchiv Nürnberg ist die am 16. Juli 1050 ausgestellte Sigena-Urkunde. Die Urkunde ist nach der freigelassenen Leibeigenen Sigena benannt und enthält die erste namentliche Erwähnung des Ortes Nürnberg. Sie ist eine Dauerleihgabe der Staatlichen Archive Bayerns.
Der audiovisuelle Bereich der Überlieferung erstreckt sich über die gesamte Tektonik und wird durch das Sachgebiet Bild-, Film- und Tonarchiv abgedeckt.

## Archivbibliothek und Bücherei des Vereins für Geschichte der Stadt Nürnberg
Das Stadtarchiv Nürnberg verfügt über eine Präsenzbibliothek mit den Sammlungsschwerpunkten Stadt- und Regionalgeschichte sowie historische Hilfswissenschaften und Städteforschung. Die Archivbibliothek hat den Auftrag, sämtliche Veröffentlichungen zur Nürnberger Stadtgeschichte zu sammeln. Darunter fällt auch graue Literatur wie amtliche Druckschriften, Fest- und Firmenschriften. Aktuell (2023) umfasst die Bibliothek des Stadtarchivs über 56.000 Bände.
Im Stadtarchiv ist auch die Bücherei des Vereins für Geschichte der Stadt Nürnberg untergebracht, die derzeit über 18.000 Bände verfügt.

## Publikationen
Das Stadtarchiv Nürnberg gibt geschichtswissenschaftliche Publikationen heraus. Vorwiegend an ein Fachpublikum richten sich dabei die „Quellen und Forschungen zur Geschichte und Kultur der Stadt Nürnberg“ sowie die „Nürnberger Werkstücke“, die seit 1959 bzw. 1970 in unregelmäßigen Abständen zu verschiedensten Themen erscheinen. Die „Quellen und Forschungen“ bieten vorrangig Editionen und tiefgehende Forschungsarbeiten, die „Werkstücke“ der sog. „Roten Reihe“ umfassen Dissertationen mit Bezug zur Stadtgeschichte Nürnbergs.
Seit 2005 erscheint jährlich die „NORICA“. Die Zeitschrift bietet einerseits in jeder Ausgabe einen Themenschwerpunkt, so etwa zur Klosterkultur, Festen und Feiern in oder der Zuwanderung nach Nürnberg. Andererseits finden sich auch Artikel, die aus der täglichen Arbeit des Archivs heraus entstehen. Einen weiteren wichtigen Teil der Publikationen stellen die Kataloge dar, die kleinere und große Ausstellungen des Stadtarchivs begleiten und mit umfangreichen Texten anreichern. Daneben erscheinen auch immer wieder Einzelpublikationen in Zusammenarbeit mit anderen Partnern, wie etwa das Nürnberger Stadtlexikon.

## Projekte und Öffentlichkeitsarbeit
Am Stadtarchiv sind mehrere wissenschaftliche Forschungsprojekte angesiedelt. Einen Schwerpunkt bildet seit 1965 und nochmals intensiviert seit 2002 die Erforschung der jüdischen Stadtgeschichte, woraus unter anderem 1998 die Veröffentlichung des Gedenkbuches für die Nürnberger Opfer der Schoa mit einem Ergänzungsband im Jahr 2002 hervorging.
Im Bereich der Oral History war das Stadtarchiv jahrelang im Forschungsschwerpunkt Migrationsgeschichte und im partizipativen Projekt „Menschen machen Stadtgeschichte!“ tätig.
Seit 2004 ist die Provenienzforschung (Lost Art) mit dem Ziel der Ermittlung und Rückgabe NS-verfolgungsbedingt entzogener Kulturgüter im Besitz der Stadt Nürnberg beim Stadtarchiv mit einer eigenen Stelle angesiedelt.
Topo N, ein langfristig angelegtes, vom Verein für Geschichte der Stadt Nürnberg unterstütztes Forschungsprojekt, dokumentiert den Hausbestand der Altstadt und deren Einwohnerinnen und Einwohner bis zur Zerstörung im Zweiten Weltkrieg.
Seit 2014 ist das Stadtarchiv Nürnberg Teil des auf Städtepartnerschaften beruhenden wissenschaftlichen Austauschs zwischen Nürnberg, Krakau, Prag und Wien.
2021–2025/26 erfolgt in einem durch Drittmittel geförderten Kooperationsprojekt die erstmalige wissenschaftliche Gesamterfassung der historischen Gräber und Epitaphien auf dem Johannisfriedhof und dem Rochusfriedhof.
Darüber hinaus wendet sich das Stadtarchiv mit Vorträgen, einem Blog und Social-Media-Kanälen auf Instagram und Facebook regelmäßig an die Öffentlichkeit. Analoge und Online-Ausstellungen vermitteln Stadtgeschichte mit unterschiedlichen Themenschwerpunkten.

## Verein für Geschichte der Stadt Nürnberg
Eng mit dem Stadtarchiv Nürnberg verbunden ist auch der Verein für Geschichte der Stadt Nürnberg, dessen Geschäftsstelle sich im Stadtarchiv befindet.

## Archivleiter
- Georg Wolfgang Karl Lochner (1865–1882)
- Ernst Mummenhoff (1883–1920)
- Emil Reicke (1921–1930)
- Reinhold Schaffer (1930–1939)
- Gerhard Pfeiffer (1939–1960)
- Werner Schultheiß (1961–1970)
- Gerhard Hirschmann (1970–1983)
- Kuno Ulshöfer (1984–1990)
- Michael Diefenbacher (1990–2019)
- Arnold Otto[15] (seit 2020)